# Tavila indeterminata
Tavila indeterminata är en fjärilsart som beskrevs av Walker 1869. Tavila indeterminata ingår i släktet Tavila och familjen nattflyn. Inga underarter finns listade i Catalogue of Life.